# 栗田尚弥
栗田 尚弥（くりた ひさや、1954年 - ）は、日本の国際政治学者。國學院大學、立教大学、立正大学各講師。専門は日本政治外交史、軍事史。

## 人物
東京都出身。1973年茨城県立土浦第一高等学校卒業。1977年中央大学法学部卒業。1988年明治大学大学院政治経済学研究科博士後期課程修了後に退学。
國學院大學文学部講師を長く務めているほか、中央大学社会科学研究所客員研究員を経て沖縄東アジア研究センター主任研究員を務めている。また神奈川県の『相模原市史』や『座間市史』や『茅ヶ崎市史』、埼玉県の『埼玉県史』や『さいたま市史』、千葉県の『柏市史』や『鎌ヶ谷市史』や『野田市史』、東京都の『立川市史』など関東地方の自治体史編纂に関わっている。
軍事史を研究している関係で、太平洋戦争時の本土戦の情勢、兵器全般に関しても詳しい。2020年公開の映画である『戦車闘争』では、M48パットン戦車、M113装甲兵員輸送車の解説をしている。

## 著書

### 単著
- 『上海 東亜同文書院―日中を架けんとした男たち』新人物往来社、1993年12月
- 『コロネット作戦－第2次世界大戦と茅ケ崎』茅ヶ崎市、1998年10月
- 『地域と占領―首都とその周辺』日本経済評論社、2007年12月
- 『米軍基地と神奈川』有隣新書69、2011年12月
- 『キャンプ座間と相模総合補給廠』有隣新書85、2020年1月

### 共著
- 『相模湾上陸作戦 ―第二次大戦終結への道』有隣新書52、1995年12月

## 映画出演
- 戦車闘争 (映画) - （2020年12月公開 ドキュメンタリー映画[13]）